# 昇陽專業認證
昇陽專業認證（Sun Certified Professional）是昇陽電腦公司曾經所推出的技術認證，係針對其自家的產品與技術來發展，用來考驗考生對於其產品或技術的應用能力，目前以Java系列的程式發展認證以及Solaris系統與網路管理認證為主。
全球取得昇陽認證的人數曾達到約48萬5000人。

## Java系列認證
昇陽的Java技術認證拜Java技術風行之賜，在全球已有相當數量的考生獲得此認證，同時Java系列的跨平台特性，昇陽也為不同的平台開發技術設計認證，目前已細分為八種認證。

### 入門級認證
Java的入門級認證，早期只有SCJP (Sun Certified Java Programmer)一種，在Java 5.0問世後，多加了一種SCJA (Sun Certified Java Associate)認證，作為Java認證的入門級認證，而原本的SCJP則提升一級為基礎認證，目前SCJP是Java認證中人數最多的，主要是針對Java的語法結構和Java基礎類別館（例如java.io、java.lang.Thread、java.lang.Runnable、java.lang.Comparable與java.lang.String等）應用的考試（這點和微軟開發人員認證中的Exam 70-536: TS: Microsoft .NET Framework, Application Foundation有異曲同工之妙），而SCJA認證則著重於Java平台的概覽，包括物件導向、用戶端技術、伺服器技術等概觀。
目前SCJP6.0版提供升級考試。

### 平台專家級認證
在取得SCJP後，考生就可以進一步向不同的領域鑽研，依Java跨平台的特性，昇陽規劃了四種不同的認證，分別是：
- SCWCD (Sun Certified Web Component Developer)，測驗考生對於JSP以及對Servlet和Web應用程式開發的概念與技術。
- SCBCD (Sun Certified Business Component Developer)，測驗考生對於Enterprise JavaBean (EJB)的開發以及企業環境的元件應用開發技術。
- SCMAD (Sun Certified Mobile Application Developer)，測驗考生對於Java ME (Mobile Edition)的開發技術。
- SCDJWS (Sun Certified Developer for Java Web Service)，測驗考生對於利用Java EE (Enterprise Edition)中的Java Web Service Toolkit開發Web Service應用程式的能力。

### 中級認證
昇陽的平台認證是設計給有興趣想要向不同的平台發展時所需要的，但它並沒有測驗到使用Java開發完整應用程式的能力，通常企業都會要求開發人員具有獨立作業的能力，而這個能力已經遠高於SCJP與平台認證群所考驗的範圍，因此昇陽特別為這個需求設計了SCJD (Sun Certified Java Developer)，它的主要方向是測驗考生有沒有獨立開發應用程式的能力，並且還要善用Java SE的技術來發展適合的應用程式。
SCJD的認證需要通過程式設計專案（Project Assignment）以及論述考試（Essay Exam）才可以得到。

### 高級認證
昇陽為了要推廣Java在企業中的應用，與針對企業開發解決方案的技能設計了SCEA (Sun Certified Enterprise Architect for Java EE)，此認證驗證考生應用Java與Java EE平台來發展企業級應用方案的能力，它和SCJD認證的標的不同，它重視的是規劃與設計軟體架構的能力，而不是寫程式開發的能力，因此它並沒有強制考生必須要有SCJP或SCJD認證。
SCEA必須要通過電腦筆試、系統設計專案與論述考試，才可以獲得。

## Java CAPS
此認證為考驗考生使用Java CAPS（Composite Application Platform Specialist）開發SOA應用程式的能力，包括eGate、eInsight及eVision等知識。本認證需要通過一科考試：
```
Exam 310-512: Sun Certified Java CAPS Integrator

```

## Solaris系列認證
Solaris認證體系是供Solaris作業系統的專業人員作為技能認證之用，分為三級。

### Sun Certified Solaris Associate
SCSAS是昇陽新推出的初級認證，針對入門的Solaris管理員或學員所設計，只需要通過一科考試即可，考試內容為基本的Solaris知識，以及基本的指令管理工作。
```
Exam 310-105: Sun Certified Solaris Associate

```

### Sun Certified System Administrator
SCSA原本是Solaris認證計畫中的初級認證，但在SCSAS出現後，SCSA則進一步變為中階的系統管理認證，主要測驗考生對Solaris的系統管理工作，不同的版本有不同的考試科目，目前有Solaris 8、Solaris 9和Solaris 10的考試，不論是哪個版本，都必須要考過二科，版本間則可考升級考試來升級。
Solaris 10
```
Exam 310-200: Part I - Sun Certified System Administrator for the Solaris 10 Operating System  
Exam 310-202: Part II - Sun Certified System Administrator for the Solaris 10 Operating System 
Exam 310-203: Upgrade - Sun Certified System Administrator for the Solaris 10 Operating System

```

Solaris 9
```
Exam 310-014: Part I - Sun Certified System Administrator for the Solaris 9 Operating System 
Exam 310-015: Part II - Sun Certified System Administrator for the Solaris 9 Operating System 
Exam 310-016: Upgrade - Sun Certified System Administrator for the Solaris 9 Operating System

```

Solaris 8
```
Exam 310-011: Part I - Sun Certified System Administrator for the Solaris 8 Operating System
Exam 310-012: Part II - Sun Certified System Administrator for the Solaris 8 Operating System
Exam 310-013: Upgrade - Sun Certified System Administrator for the Solaris 8 Operating System

```

### Sun Certified Network Administrator
SCNA是Solaris認證系統中，針對網路組態設定的認證，測驗考生使用Solaris來管理與建置網路服務的能力，此認證考試要求考生必須先取得SCSA認證，並且依不同的 Solaris版本有不同的考試。
```
（依SCSA的版本選考一科，但只能選所取得的SCSA認證的Solaris版本，或比它舊的版本，不可選比它新的，例如SCSA for Solaris 9的不可以考SCNA for Solaris 10的考試）
Exam 310-302: Sun Certified Network Administrator for the Solaris 10 Operating System 
Exam 310-044: Sun Certified Network Administrator for the Solaris 9 Operating System 
Exam 310-043: Sun Certified Network Administrator for Solaris 8 Operating System

```

### Sun Certified Security Administrator
SCSECA是以Solaris作業系統的安全性架構與設定管理為主，測驗考生對Solaris作業系統的安全技術與管理能力，此考試未要求考生必須要有SCSA和SCNA認證，但昇陽建議考生最好先有SCSA、SCNA或具同等級的知識。
```
下列考試選考一科：
Exam 310-303: Sun Certified Security Administrator for the Solaris 10 Operating System 
Exam 310-301: Sun Certified Security Administrator for the Solaris 9 Operating System

```

### SCSA for Sun Cluster
這是一個特殊領域的認證，特別針對Sun Cluster Software建置高可用性的企業架構所設計的，包含Solaris Volume Manager (SVM)和VERITAS Volume Manager (VxVM)都在考試的範圍中。本項認證並沒有前置的需求，並應通過一科考試：
```
Exam 310-345: Sun Certified System Administrator for Sun Cluster 3.2 Software

```

## 報名與考試方式
昇陽認證的考試是由Pearson VUE提供，考試費用視認證而定，電腦筆試的費用大約都是150—300美元，台灣則是5,000—6,600元新台幣，而程式專案或設計專案的考試費用則是375美元，台灣是8,000元新台幣，考生必須先向昇陽購買考試卷（Voucher），取得考試卷編號後，才能向Prometric報名考試。而程式專案和設計專案則是在報名後由昇陽通知下載題目實作（時間為12個月）。
考試結果依不同的認證有不同的情況：
- 電腦筆試在考試完成時即可知道是否通過（除了SCJD和SCEA的論述考試以外）。
- 程式專案和設計專案提交後，必須要報名與參加論述考試（Essay Exam），而成績最慢會在四個星期內上傳到認證資料庫中，同時也可以知道是否通過考試。